# Timmeitz
Timmeitz ist ein Ortsteil der Gemeinde Zernien in der Samtgemeinde Elbtalaue, die zum niedersächsischen Landkreis Lüchow-Dannenberg gehört. Das Dorf liegt etwa einen Kilometer westlich von Zernien.

## Geschichte
Eine urkundliche Erwähnung findet der Ort erstmals im Jahr 1450 im Schatzregister unter dem Namen Tymmetze. Am 1. Juli 1972 wurde die bis dahin selbstständige Gemeinde in die Gemeinde Zernien eingegliedert.